# The Roller
The Roller — третий сингл с альбома «Different Gear, Still Speeding» английской рок-группы «Beady Eye».

## О сингле
Сингл стал первым полноценным в истории «Beady Eye», два предыдущих, «Bring the Light» и «Four Letter Word», выходили ограниченным тиражом в качестве промосинглов.
Премьера самой песни прошла 7 января в эфире Xfm Radio. Эксклюзивная премьера видеоклипа на песню состоялась 11 января 2011 в эфире британского Channel 4. Семидюймовый виниловый сингл, который вышел 21 февраля, за неделю до релиза дебютного альбома, на обратной стороне содержит новую песню «Two of a Kind». Также «The Roller» стал доступен для скачивания на iTunes 24 января 2011.

## Список композиций
| №  | Название        | Автор(ы)                            | Длительность |
| -- | --------------- | ----------------------------------- | ------------ |
| 1. | «The Roller»    | Лиам Гэллахер, Гем Арчер, Энди Белл | 3:35         |
| 2. | «Two of a Kind» | Лиам Гэллахер, Гем Арчер, Энди Белл | 3:01         |

## Видеоклип
В музыкальном видеоклипе, снятом на песню, показана играющая группа, вокруг которой ездят мотоциклисты. Премьера клипа состоялась 11 января 2011 на британском Channel 4, и немного позднее он появился на YouTube.

## Позиции в чартах
Сингл занял 31-е место в британском хит-параде синглов.
| Чарт (2011)                 | Позиция |
| --------------------------- | ------- |
| UK Singles                  | 31      |
| UK Indie                    | 5       |
| NME Singles                 | 1       |
| Бельгия (Ultratop Flanders) | 35      |
| Бельгия (Ultratop Wallonia) | 17      |